# Ньюпорт (округ Вашингтон, Огайо)
Ньюпорт (англ. Newport) — переписна місцевість (CDP) в США, в окрузі Вашингтон штату Огайо. Населення — 895 осіб (2020).

## Географія
Ньюпорт розташований за координатами 39°23′53″ пн. ш. 81°13′15″ зх. д. / 39.39806° пн. ш. 81.22083° зх. д. (39.398025, -81.220842).  За даними Бюро перепису населення США в 2010 році переписна місцевість мала площу 4,46 км², з яких 4,19 км² — суходіл та 0,26 км² — водойми.

## Демографія
Згідно з переписом 2010 року, у селищі мешкали 1003 особи в 399 домогосподарствах у складі 296 родин. Густота населення становила 225 осіб/км².  Було 429 помешкань (96/км²).
Расовий склад населення:
| - 98,8 % — білих - 0,6 % — азіатів - 0,1 % — корінних американців |

До двох чи більше рас належало 0,5 %. Частка іспаномовних становила 0,4 % від усіх жителів.
За віковим діапазоном населення розподілялося таким чином: 22,2 % — особи молодші 18 років, 60,6 % — особи у віці 18—64 років, 17,2 % — особи у віці 65 років та старші. Медіана віку мешканця становила 42,2 року. На 100 осіб жіночої статі у селищі припадало 94,4 чоловіків;  на 100 жінок у віці від 18 років та старших — 95,5 чоловіків також старших 18 років.
Середній дохід на одне домашнє господарство  становив 61 632 долари США (медіана — 59 345), а середній дохід на одну сім'ю — 86 761 долар (медіана — 73 125). За межею бідності перебувало 2,7 % осіб, у тому числі 0,0 % дітей у віці до 18 років та 9,7 % осіб у віці 65 років та старших.
Цивільне працевлаштоване населення становило 413 особи. Основні галузі зайнятості: освіта, охорона здоров'я та соціальна допомога — 28,3 %, виробництво — 23,7 %, роздрібна торгівля — 20,6 %.